# Bentrop
Bentrop ist ein Dorf mit mehr als 300 Einwohnern, das zur Stadt Fröndenberg/Ruhr und zum Kreis Unna gehört. 

## Geographie
Die Flussterrassen rechts der Ruhr und die Höhen des westlichen Haarstranges prägen die Oberflächengestalt des Ortes.

## Geschichte
Es wurde am 1. Juli 1969 größtenteils in die Stadt Fröndenberg eingemeindet. Ein kleines Gebiet der ehemaligen Gemeinde mit dem ehemaligen Kloster Scheda gehört jetzt zu Wickede (Ruhr).

## Einwohnerentwicklung
| Jahr | Einwohner | Anmerkungen |
| ---- | --------- | ----------- |
| 1849 | 298       | mit Scheda  |
| 1910 | 397       | mit Scheda  |
| 1931 | 403       | mit Scheda  |
| 1956 | 443       | mit Scheda  |
| 1961 | 390       | mit Scheda  |
| 1967 | 288       | ohne Scheda |
| 1987 | 295       | ohne Scheda |
| 2010 | 335       | ohne Scheda |
| 2013 | 321       | ohne Scheda |

## Sehenswürdigkeiten
An einem Hang über der Ruhr befindet sich der Rest der Burg Hünenknüfer.
Im Ortskern steht die ehemalige Schulglocke in einem Glockenturm und läutet jeden Abend um 18 Uhr.